# Alexandria Mills
Alexandria Mills (ur. 26 lutego 1992 w Louisville) – zwyciężczyni konkursu piękności Miss World 2010.
Przed zwycięstwem w konkursie Miss World 2010 Mills ukończyła szkołę średnią.  Ma 175 cm wzrostu, jest blondynką i ma niebieskie oczy. Jest wegetarianką.